# Oxfordrörelsen
Denna artikel handlar om Oxfordrörelsen på 1800-talet, för 1900-talets Oxfordrörelse se Oxford Group respektive Initiatives of Change.
Oxfordrörelsen (1833 - 1845) var en högkyrklig rörelse som startades av kretsen runt John Henry Newman.
Oxfordrörelsens utövare menade att Engelska kyrkan var direkt härstammande från den ursprungliga Kristi Kyrka, som grundades av apostlarna och leddes av Petrus. Genom att omtolka De trettionio artiklarna hävdade man att den engelska kyrkan var katolsk. Kloster uppfördes efter katolskt mönster och man pläderade för gudstjänster i mer katolsk anda.
Oxfordrörelsen återupplivade de högkyrliga tankarna som fanns under 1600-talet och man publicerade skrifter från den tidens kända teologer, de så kallade Caroline Divines, i serien Library of Anglo-Catholic Theology.

## Traktarianism
Newman inspirerades att starta rörelsen efter en predikan av John Keble 1833 som i denna kritiserade den engelska kyrkan för att vara för sekulariserad.
Rörelsen ville främja och markera den anglikanska statskyrkans katolicitet (utan att binda den till den romersk-katolska kyrkan).
Oxfordrörelsen ville återinföra delar av liturgin som försvann under reformationen, exempelvis användandet av ljus och rökelse under gudstjänsterna, andakt för Jungfru Maria och dylikt. Sakrament som bikt och helande av sjuka, som behållits i Den Allmänna Bönboken, men försummats under 1700-talet, återupptogs. Ett annat viktigt inslag är också kyrkans oberoende från staten.
Medlemmarna av Oxfordrörelsen kallas ibland Traktarianer, vilket syftar på de traktat som rörelsen producerade mellan åren 1833 till 1841.
Enligt Newmans sista traktat var de trettionio artiklarna så som de förelåg 1571 förenliga med de riktlinjer för liturgin i den romersk-katolska kyrkan som rådet i Trient framlade. Till sin natur är artiklarna skrivna med många tolkningsmöjligheter.

## Ritualister
En viktig gren i Oxfordrörelsen var ritualisterna. Dessa lade tyngdpunkten på riter eller rituella bilder i tillbedjan.
Ritualism var den mest kontroversiella delen av Oxfordrörelsen och parlamentet uppmanades att lagstifta mot vissa av dess yttringar. 
I dagens kyrka har dock vissa av ritualisternas religiösa bruk blivit praxis, exempelvis användandet av stearinljus och prästernas liturgiska skrud.

## Puseyiter
1843 höll Edward Bouverie Pusey en predikan på universitetet i Oxford som fördömdes av myndigheterna och under två år förbjöds Pusey att predika. Detta ledde istället till att den tryckta versionen av predikan blev mycket spridd med 18000 kopior.
Trots att Pusey inte alls var involverad i den ursprungliga rörelsen blev han i och med detta inte bara i Oxfordrörelsens kretsar utan i hela den engelska statskyrkan en mycket tongivande person.
Puseys predikan skall även ha varit en av anledningarna till att Newman bestämde sig för att slutgiltigt konvertera till den romersk-katolska kyrkan 1845 (och åtföljdes i detta av en annan viktig ledare i rörelsen, Henry Edward Manning 1851).
Edward Bouverie Pusey övertog det tongivande ledarskapet över de medlemmar som inte följde Newmans konversion. Rörelsen kom nu att kallas Puseyiter fram till dennes död 1882.

## Anglokatolicism
Strömningarna och åsikterna från Oxford-rörelsen finns än i dag men inte som en sammansluten grupp. Istället talar man om anglo-katolska rörelser. Ordet högkyrklighet används främst för att beteckna de anglikanska kyrkoriktningar som på 1700-talet och före 1830-talet höll arvet från Caroline Divines levande, men kan undantagsvis användas om anglokatolska miljöer.
Då den svenska kyrkan och den engelska statskyrkan står mycket nära varandra kan man - om man vill - härleda dagens svenska högkyrkliga rörelser till 1830-talets Oxford.
Hur som helst så har Oxfordrörelsen utgjort en viktig påverkan på flera lutherska trossamfund i allmänhet och på anglo-katolicismen i synnerhet.